# Елошня
Елошня — деревня в Усадищенском сельском поселении Волховского района Ленинградской области.

## История
На карте Санкт-Петербургской губернии Ф. Ф. Шуберта 1834 года упоминается деревня Елешня, состоящая из 33 крестьянских дворов.

ЕЛОШНЯ — деревня принадлежит Казённому ведомству, число жителей по ревизии: 77 м. п., 81 ж. п. (1838 год)

Как деревня Елешня из 33 дворов она отмечена на карте Ф. Ф. Шуберта 1844 года.

ЕЛАШНЯ — деревня Ведомства государственного имущества, по просёлочной дороге, число дворов — 45, число душ — 95 м. п. (1856 год)

ЕЛОШНЯ (ЕЛЕШНЯ) — деревня казённая при реке Елошне, число дворов — 39, число жителей: 101 м. п.,107 ж. п.; Часовня православная. (1862 год)

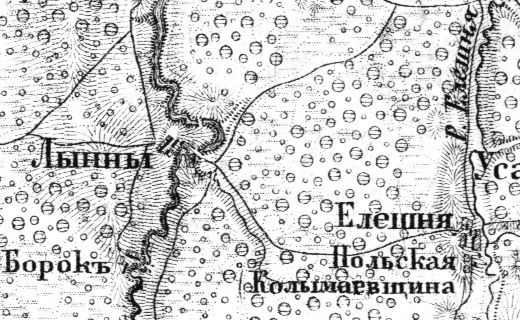
Деревня Елошня на карте 1872 года

Сборник Центрального статистического комитета описывал её так:

ЕЛОШНЯ (ЕЛЕШНЯ) — деревня бывшая государственная при речке Елошне, дворов — 43, жителей — 250; Часовня, водяная и ветряная мельница. (1885 год)

Согласно епархиальным сведениям 1899 года деревня называлась Елешня и относилась к приходу Преображенской церкви (ранее Усадище-Спасовской, Михайловского погоста) в селе Заболотье.
В конце XIX — начале XX века деревня административно относилась к Усадище-Спассовской (Усадищской) волости 2-го стана Новоладожского уезда Санкт-Петербургской губернии.
По данным «Памятной книжки Санкт-Петербургской губернии» за 1905 год деревня Елошня входила в Елошневское сельское общество.
Согласно военно-топографической карте Петроградской и Новгородской губерний издания 1915 года деревня называлась Елешня.
С 1917 по 1923 год деревня входила в состав Усадище-Спасовской волости Новоладожского уезда.
Согласно карте Петербургской губернии издания 1922 года деревня называлась Елошня.
С 1923 года в составе Усадищенского сельсовета Пролетарской волости Волховского уезда.
С 1924 года в составе Усадище-Спасовского (Усадищенского) сельсовета.
Согласно данным переписи населения СССР 1926 года в деревне Елошня проживали 246 человек — все русские.
С 1927 года в составе Усадищенского сельсовета Волховского района. В 1927 году население деревни составляло 256 человек.
Согласно карте Ленинградской области Северо-западного аэрогеодезического треста ГГУ издания 1932 года деревня Елошня насчитывала 24 крестьянских двора, смежная с ней деревня Польская — 7.
По данным 1933 года деревня называлась Елешня и входила в состав Усадищенского сельсовета Волховского района.
В 1958 году население деревни составляло 68 человек.
По данным 1966, 1973 и 1990 годов деревня называлась Елошня и также входила в состав Усадищенского сельсовета сельсовета.
В 1997 году в деревне Елошня Усадищенской волости проживали 3 человека, в 2002 году — 2 человека (русские — 50 %, украинцы — 50 %).
В 2007 году в деревне Елошня Усадищенского СП — 6 человек.

## География
Деревня расположена в южной части района близ автодороги 41К-057 (Ульяшево — Подвязье — Мыслино) и железнодорожной линии Волховстрой I — Вологда I.
Расстояние до административного центра поселения — 2 км.
Расстояние до железнодорожной станции Мыслино — 5 км. Ближайший остановочный пункт — железнодорожная платформа 138 км (Сорокино).
Через деревню протекает река Елошня.

## Демография
| 1838 | 1862 | 1885 | 1997 | 2007 | 2010 | 2017 |
| ---- | ---- | ---- | ---- | ---- | ---- | ---- |
| 158  | ↗208 | ↗250 | ↘3   | ↗6   | ↗10  | ↗17  |

### Национальный состав
Согласно данным Всероссийской переписи населения 2021 года в деревне проживали 19 человек, из них:
 русские — 11 человек, остальные национальность не указали.